# 恵宗 (高麗王)
恵宗（けいそう、912年 - 945年10月23日）は第2代高麗王（在位：943年 - 945年）。姓は王、諱は武、諡号は仁徳明孝宣顕高平景憲義恭大王。字は承乾。太祖の長男。母は荘和王后呉氏。

## 生涯
912年に羅州で誕生した。父にとっては初めての子であった。長男であるにもかかわらず、母が三国時代の中国からの帰化人であり、高位家門の娘ではなかったため、即位までには多くの困難を伴った。そこで母の王后は朴述熙に後見人となるよう依頼し、朴述熙は武を王太子とするように主張したことで、921年に王太子となった。936年には後百済征伐に参戦している。
太祖の崩御後、程なくして王に即位した。しかし、実権は重臣で義父でもある王規（ワン・ギュ）に握られており、自身の権力は弱かった。また、異母弟の王尭・王昭等が王権を脅かす存在でもあった。即位後わずか2年で病死した。その死が突然だったことから、暗殺だったのではないかという説がある。陵墓は、開城にある順陵である。

## 家族
- 父：太祖
- 母：荘和王后 呉氏
- 弟：第4代国王 光宗（娘婿でもある。）

- 王后：義和王后 林氏（大匡 林曦の娘。生没年不詳。本貫は鎭川 林氏。）
  - 長男：興化君（?-960年。後に光宗に処刑された。）
  - 長女：慶和宮夫人（第4代国王光宗の妃。?～960年。）
  - 次女：貞憲公主（生没年不詳。婚姻の有無も不詳。）
- 後宮：後広州院夫人 王氏（王規の娘。太祖の第15妃広州院夫人、第16妃小広州院夫人と姉妹。生没年不詳。）
- 後宮：清州院夫人 金氏（元甫 金兢律の娘。第3代国王定宗の妃清州南院夫人 金氏と姉妹。生没年不詳。本貫は清州金氏。）
- 後宮：宮人哀伊主（大干 連乂の娘。生没年不詳。）
  - 次男：太子 王済
  - 三女：明恵夫人